# Corinne Manogue
Corinne Alison Manogue (* 3. März 1955 in Cincinnati, Ohio, Vereinigte Staaten) ist eine US-amerikanische Physikerin und Hochschullehrerin. Sie ist emeritierte Professorin für Physik an der Oregon State University (OSU). 2014 war sie Gründungsmitglied der American Association of Physics Teachers. Sie deckte einen physikalisch wichtigen elektromagnetischen Vorzeichenfehler im Zusammenhang mit dem Casimir-Effekt auf, der heute in Standardlehrbüchern behandelt wird.

## Leben und Werk
Manogue studierte bei Denis Sciama Schwarze Löcher und bei Bryce DeWitt die Schnittstelle zwischen Quantentheorie und allgemeiner Relativitätstheorie. Sie erhielt 1977 ihren Bachelor-Abschluss in Mathematik und Physik am Mount Holyoke College und promovierte 1984 in Physik an der University of Texas in Austin mit der Dissertation: The Vacuum in the Presence of Electromagnetic Fields and Rotating Boundaries.
Von 1984 bis 1986 forschte sie als Postdoc am Institute for Advanced Study in Princeton (New Jersey), anschließend bis 1987 an der University of Durham in England als SERC Fellow und als Indo-American Fellow sowohl am Institute of Mathematical Sciences in Madras als auch am Tata Institute of Fundamental Research in Bombay. 1987 kam Manogue als erste Frau mit Aussicht auf eine Festanstellung an die Oregon State University. Sie und ihr Ehemann, der Mathematiker Tevian Dray, gehörten 1988 zu den ersten Doppeleinstellungen an der OSU.
Der Großteil ihrer Forschung bezog sich auf die Quantengravitation und die Superstringtheorie. Ihre frühen Forschungsarbeiten befassten sich mit der Quantenfeldtheorie im gekrümmten Raum, einschließlich der Behandlung rotierender Referenzsysteme. Danach konzentrierte sich ihre Forschung auf Anwendungen der Oktonionen in der Theorie der Elementarteilchen.
Von seiner Gründung im Jahr 1996 bis 2022 war Manogue die treibende Kraft hinter dem Projekt Paradigms in Physics an der OSU, einer vollständigen Neugestaltung des Physikstudiums. Diese Neugestaltung umfasste sowohl eine Neuordnung der Inhalte, um die Denkweise professioneller Physiker über das Fachgebiet besser widerzuspiegeln, als auch den Einsatz einer Reihe interaktiver Lehrmethoden, die die Verantwortung für das Lernen stärker in die Hände der Studenten legen. Dieses Projekt wurde seit seiner Gründung kontinuierlich von der National Science Foundation (NSF) unterstützt.

## Veröffentlichungen (Auswahl)
- mit David B. Fairlie: A Parameterization of the Covariant Superstring. Phys. Rev. D. 36 (2), 1987, S. 475–479. doi:10.1103/PhysRevD.36.475.
- mit Anthony Sudbery: General Solutions of Covariant Superstring Equations of Motion. Phys. Rev. D. 40 (12), 1989, S. 4073–4077. doi:10.1103/PhysRevD.40.4073.
- mit Jörg Schray: Finite Lorentz Transformations, Automorphisms, and Division Algebras. J. Math. Phys. 34 (8), 1993, S. 3746–3767. doi:10.1063/1.530056. S2CID 18578156.
- mit Paul C. W. Davies, Tevian Dray: Detecting the Rotating Quantum Vacuum. Phys. Rev. D. 53 (8), 1996, S.  4382–4387. doi:10.1103/PhysRevD.53.4382.
- mit Tevian Dray: The Geometry of the Octonions. World Scientific, 2015, ISBN 978-9814401814.

## Auszeichnungen
- 2000: Frederick H. Horne Award, College of Science, Oregon State University
- 2002: Elizabeth P. Ritchie Auszeichnung als herausragende Professorin, Oregon State University
- 2005: Fellow of the American Physical Society
- 2008: Richard M. Bressler Senior Faculty Teaching Award, Oregon State University
- 2008: Auszeichnung für herausragende Leistungen in der Physiklehre für Studenten, American Association of Physics Teachers
- 2014 Fellow der Amerikanischen Vereinigung der Physiklehrer
- 2016: Hochschulpreis, Oregon Academy of Science[7]
- 2017: FA Gilfillan Memorial Award, College of Science, Oregon State University[8]

## Mitgliedschaften
- American Physical Society
- American Association of Physics Teachers
- International Society for General Relativity & Gravitation
- Indian Association for General Relativity & Gravitation
- Australasian Society for General Relativity & Gravitation
- Foundational Questions Institute FQXi

## Veröffentlichungen (Auswahl)
- mit David B. Fairlie: A Parameterization of the Covariant Superstring Physical Review D 36 (1987), S. 475–479.
- mit Anthony Sudbery:  General Solutions of Covariant Superstring Equations of Motion, Physical Review D 40 (1989), S. 4073–4077.
- mit Jörg Schray: Finite Lorentz Transformations, Automorphisms, and Division Algebras, Journal of Mathematical Physics 34 (1993), S. 3746–3767.
- mit Paul Davies, Tevian Dray:  Detecting the Rotating Quantum Vacuum, Physical Review D 53 (1996), S. 4382–4387.
- mit Tevian Dray: Dimensional Reduction. Modern Physics Letters A 14 (1999), S. 93–97.
- mit Tevian Dray: The Geometry of the Octonions. World Scientific 2015.